# Eintracht Frankfurt 2017-2018
Questa voce raccoglie le informazioni riguardanti l'Eintracht Frankfurt nelle competizioni ufficiali della stagione 2017-2018.

## Stagione
Nella stagione 2017-2018 l'Eintracht Francoforte, allenato da Niko Kovač, concluse il campionato di Bundesliga all'8º posto. In coppa di Germania l'Eintracht Francoforte vinse la finale con il Bayern Monaco.

## Rosa
Rosa aggiornata al 20 settembre 2018.
| N. |                        | Ruolo | Calciatore         |
| -- | ---------------------- | ----- | ------------------ |
| 1  | Finlandia (bandiera)   | P     | Lukáš Hrádecký     |
| 2  | Francia (bandiera)     | D     | Evan N'Dicka       |
| 3  | Francia (bandiera)     | D     | Simon Falette      |
| 4  | Croazia (bandiera)     | A     | Ante Rebić         |
| 5  | Svizzera (bandiera)    | C     | Gelson Fernandes   |
| 6  | Paesi Bassi (bandiera) | C     | Jonathan de Guzmán |
| 7  | Germania (bandiera)    | C     | Danny Blum         |
| 8  | Serbia (bandiera)      | A     | Luka Jović         |
| 9  | Francia (bandiera)     | A     | Sébastien Haller   |
| 10 | Messico (bandiera)     | C     | Marco Fabián       |
| 11 | Serbia (bandiera)      | C     | Mijat Gaćinović    |
| 13 | Messico (bandiera)     | D     | Carlos Salcedo     |
| 15 | Paesi Bassi (bandiera) | D     | Jetro Willems      |
| 16 | Spagna (bandiera)      | C     | Lucas Torró        |
| 18 | Portogallo (bandiera)  | C     | Francisco Geraldes |
| 19 | Argentina (bandiera)   | D     | David Abraham      |
| 20 | Giappone (bandiera)    | C     | Makoto Hasebe      |
| 21 | Germania (bandiera)    | C     | Marc Stendera      |

| N. |                                 | Ruolo | Calciatore             |
| -- | ------------------------------- | ----- | ---------------------- |
| 22 | Stati Uniti (bandiera)          | D     | Timothy Chandler       |
| 23 | Germania (bandiera)             | D     | Marco Russ             |
| 24 | Germania (bandiera)             | D     | Danny da Costa         |
| 25 | Germania (bandiera)             | C     | Patrice Kabuya         |
| 26 | Germania (bandiera)             | D     | Deji-Ousman Beyreuther |
| 27 | Germania (bandiera)             | A     | Nicolai Müller         |
| 28 | Germania (bandiera)             | C     | Aymen Barkok           |
| 30 | Germania (bandiera)             | C     | Şahverdi Çetin         |
| 31 | Svezia (bandiera)               | A     | Branimir Hrgota        |
| 32 | Camerun (bandiera)              | C     | Nelson Mandela         |
| 33 | Israele (bandiera)              | D     | Taleb Tawatha          |
| 34 | Germania (bandiera)             | P     | Leon Bätge             |
| 37 | Germania (bandiera)             | P     | Jan Zimmermann         |
| 39 | Spagna (bandiera)               | C     | Omar Mascarell         |
| 40 | Giappone (bandiera)             | C     | Daichi Kamada          |
| 42 | Bosnia ed Erzegovina (bandiera) | C     | Marijan Ćavar          |

## Organigramma societario
Area tecnica
- Allenatore: Niko Kovač
- Allenatore in seconda: Marcel Daum, Robert Kovač, Armin Reutershahn
- Preparatore dei portieri: Manfred Petz
- Preparatori atletici: Klaus Luisser, Markus Murrer, Martin Spohrer, Maik Liesbrock

## Risultati

### Bundesliga

#### Girone di andata
| Friburgo in Brisgovia 20 agosto 2017, ore 15:30 1ª giornata | Friburgo | 0 – 0 referto | Eintracht Francoforte | Schwarzwald-Stadion (24.000 spett.)\| Arbitro: \| Gräfe \| |
| Arbitro:                                                    | Gräfe    |               |                       |                                                            |

| Arbitro: | Cortus |

|  |           |            |
|  | Marcatori | 22’ Didavi |

| Arbitro: | Kampka |

|  |           |             |
|  | Marcatori | 13’ Boateng |

| Arbitro: | Dingert |

|           |           |                    |
| Jović 79’ | Marcatori | 20’ Max 77’ Caiuby |

| Arbitro: | Petersen |

|  |           |                   |
|  | Marcatori | 22’ (rig.) Haller |

| Arbitro: | Brand |

|                         |           |           |
| Augustin 28’ Werner 67’ | Marcatori | 77’ Rebić |

| Arbitro: | Brych |

|                      |           |             |
| Rebić 42’ Haller 90’ | Marcatori | 61’ Terodde |

| Arbitro: | Dankert |

|          |           |                      |
| Sané 36’ | Marcatori | 10’ Haller 90’ Rebić |

| Arbitro: | Hartmann |

|                            |           |                       |
| Haller 64’ (rig.) Wolf 68’ | Marcatori | 19’ Şahin 57’ Philipp |

| Arbitro: | Stegemann |

|            |           |                 |
| Serdar 71’ | Marcatori | 37’ (aut.) Bell |

| Arbitro: | Brand |

|                      |           |               |
| Rebić 17’ Haller 89’ | Marcatori | 25’ Moisander |

| Arbitro: | Zwayer |

|         |           |             |
| Uth 90’ | Marcatori | 13’ Boateng |

| Arbitro: | Ittrich |

|  |           |             |
|  | Marcatori | 76’ Volland |

| Arbitro: | Storks |

|           |           |                      |
| Selke 15’ | Marcatori | 26’ Wolf 80’ Boateng |

| Arbitro: | Osmers |

|  |           |           |
|  | Marcatori | 20’ Vidal |

| Arbitro: | Gräfe |

|                 |           |                        |
| Papadopoulos 9’ | Marcatori | 16’ Wolf 24’ Gaćinović |

| Arbitro: | Kampka |

|                     |           |                      |
| Jović 1’ Haller 65’ | Marcatori | 82’ Embolo 90’ Naldo |

#### Girone di ritorno
| Arbitro: | Stegemann |

|            |           |          |
| Haller 28’ | Marcatori | 51’ Koch |

| Arbitro: | Schmidt |

|            |           |                                   |
| Arnold 66’ | Marcatori | 18’ Haller 22’ Chandler 85’ Jović |

| Arbitro: | Fritz |

|                       |           |  |
| Boateng 43’ Jović 90’ | Marcatori |  |

| Arbitro: | Osmers |

|                                     |           |  |
| Koo 19’ Gregoritsch 76’ Richter 89’ | Marcatori |  |

| Arbitro: | Siebert |

|                                         |           |                         |
| Rebić 15’ Russ 59’ Falette 65’ Wolf 67’ | Marcatori | 57’ (rig.), 74’ Terodde |

| Arbitro: | Zwayer |

|                          |           |              |
| Chandler 22’ Boateng 26’ | Marcatori | 13’ Augustin |

| Arbitro: | Steinhaus |

|            |           |  |
| Thommy 13’ | Marcatori |  |

| Arbitro: | Fritz |

|           |           |  |
| Costa 39’ | Marcatori |  |

| Arbitro: | Aytekin |

|                                    |           |                    |
| Russ 12’ (aut.) Batshuayi 77’, 90’ | Marcatori | 75’ Jović 90’ Blum |

| Arbitro: | Siebert |

|                                |           |  |
| Boateng 6’ Jović 23’ Rebić 41’ | Marcatori |  |

| Arbitro: | Zwayer |

|                                  |           |           |
| Junuzović 28’ Abraham 79’ (aut.) | Marcatori | 53’ Jović |

| Arbitro: | Siebert |

|           |           |            |
| Jović 49’ | Marcatori | 56’ Gnabry |

| Arbitro: | Brych |

|                                  |           |            |
| Brandt 20’ Volland 71’, 77’, 88’ | Marcatori | 23’ Fabián |

| Arbitro: | Stegemann |

|  |           |                                         |
|  | Marcatori | 57’ (rig.) Selke 77’ Leckie 90’ Esswein |

| Arbitro: | Dingert |

|                                            |           |            |
| Dorsch 43’ Wagner 76’ Rafinha 87’ Süle 90’ | Marcatori | 78’ Haller |

| Arbitro: | Aytekin |

|                                  |           |  |
| Wolf 31’ Mascarell 77’ Meier 90’ | Marcatori |  |

| Arbitro: | Willenborg |

|                 |           |  |
| Burgstaller 26’ | Marcatori |  |

### Coppa di Germania
| Arbitro: | Kempkes |

|  |           |                                       |
|  | Marcatori | 35’ Chandler 72’ Gaćinović 76’ Haller |

| Arbitro: | Aarnink |

|  |           |                                   |
|  | Marcatori | 14’, 58’ Haller 63’ Wolf 85’ Blum |

| Arbitro: | Jablonski |

|                 |           |                           |
| Schnatterer 96’ | Marcatori | 95’ Gaćinović 109’ Haller |

| Arbitro: | Aytekin |

|                                         |           |  |
| Rebić 17’ Hack 53’ (aut.) Mascarell 62’ | Marcatori |  |

| Arbitro: | Hartmann |

|  |           |           |
|  | Marcatori | 75’ Jović |

| Arbitro: | Zwayer |

|                 |           |                              |
| Lewandowski 53’ | Marcatori | 11’, 81’ Rebić 90’ Gaćinović |

## Statistiche

### Statistiche di squadra
| Competizione      | Punti | In casa | In casa | In casa | In casa | In casa | In casa | In trasferta | In trasferta | In trasferta | In trasferta | In trasferta | In trasferta | Totale | Totale | Totale | Totale | Totale | Totale | DR  |
| Competizione      | Punti | G       | V       | N       | P       | Gf      | Gs      | G            | V            | N            | P            | Gf           | Gs           | G      | V      | N      | P      | Gf     | Gs     | DR  |
| ----------------- | ----- | ------- | ------- | ------- | ------- | ------- | ------- | ------------ | ------------ | ------------ | ------------ | ------------ | ------------ | ------ | ------ | ------ | ------ | ------ | ------ | --- |
| Bundesliga        | 49    | 17      | 8       | 4       | 5       | 26      | 19      | 17           | 6            | 3            | 8            | 19           | 26           | 34     | 14     | 7      | 13     | 45     | 45     | 0   |
| Coppa di Germania | -     | 1       | 1       | 0       | 0       | 3       | 0       | 5            | 5            | 0            | 0            | 13           | 2            | 6      | 6      | 0      | 0      | 16     | 2      | +14 |
| Totale            | -     | 18      | 9       | 4       | 5       | 29      | 19      | 22           | 11           | 3            | 8            | 32           | 28           | 40     | 20     | 7      | 13     | 61     | 47     | +14 |

### Andamento in campionato
| Giornata  | 1 | 2  | 3  | 4  | 5  | 6  | 7 | 8 | 9 | 10 | 11 | 12 | 13 | 14 | 15 | 16 | 17 | 18 | 19 | 20 | 21 | 22 | 23 | 24 | 25 | 26 | 27 | 28 | 29 | 30 | 31 | 32 | 33 | 34 |
| --------- | - | -- | -- | -- | -- | -- | - | - | - | -- | -- | -- | -- | -- | -- | -- | -- | -- | -- | -- | -- | -- | -- | -- | -- | -- | -- | -- | -- | -- | -- | -- | -- | -- |
| Luogo     | T | C  | T  | C  | T  | T  | C | T | C | T  | C  | T  | C  | T  | C  | T  | C  | C  | T  | C  | T  | C  | C  | T  | C  | T  | C  | T  | C  | T  | C  | T  | C  | T  |
| Risultato | N | P  | V  | P  | V  | P  | V | V | N | N  | V  | N  | P  | V  | P  | V  | N  | N  | V  | V  | P  | V  | V  | P  | V  | P  | V  | P  | N  | P  | P  | P  | V  | P  |
| Posizione | 9 | 13 | 11 | 13 | 10 | 11 | 8 | 7 | 7 | 10 | 7  | 7  | 9  | 8  | 9  | 7  | 8  | 9  | 7  | 4  | 6  | 4  | 3  | 4  | 4  | 5  | 4  | 6  | 5  | 7  | 7  | 7  | 7  | 8  |

Legenda:

Luogo: C = Casa; T = Trasferta. Risultato: V = Vittoria; N = Pareggio; P = Sconfitta.

### Statistiche dei giocatori
| Giocatore     | Bundesliga | Bundesliga | Bundesliga  | Bundesliga | Coppa di Germania | Coppa di Germania | Coppa di Germania | Coppa di Germania | Totale   | Totale | Totale      | Totale     |
| Giocatore     | Presenze   | Reti       | Ammonizioni | Espulsioni | Presenze          | Reti              | Ammonizioni       | Espulsioni        | Presenze | Reti   | Ammonizioni | Espulsioni |
| ------------- | ---------- | ---------- | ----------- | ---------- | ----------------- | ----------------- | ----------------- | ----------------- | -------- | ------ | ----------- | ---------- |
| L. Bätge      | -          | -          | -           | -          | -                 | -                 | -                 | -                 | -        | -      | -           | -          |
| L. Hrádecký   | 34         | 0          | 1           | 0          | 6                 | 0                 | 0                 | 0                 | 40       | 0      | 1           | 0          |
| J. Zimmermann | -          | -          | -           | -          | -                 | -                 | -                 | -                 | -        | -      | -           | -          |
| D. Abraham    | 27         | 0          | 3           | 0          | 3                 | 0                 | 0                 | 1                 | 30       | 0      | 3           | 1          |
| D. Beyreuther | -          | -          | -           | -          | -                 | -                 | -                 | -                 | -        | -      | -           | -          |
| T. Chandler   | 24         | 2          | 3           | 0          | 1                 | 1                 | 0                 | 0                 | 25       | 3      | 3           | 0          |
| D. Costa      | 17         | 1          | 1           | 0          | 4                 | 0                 | 0                 | 0                 | 21       | 1      | 1           | 0          |
| S. Falette    | 27         | 1          | 10          | 1          | 1                 | 0                 | 0                 | 0                 | 28       | 1      | 10          | 1          |
| N. Knothe     | -          | -          | -           | -          | -                 | -                 | -                 | -                 | -        | -      | -           | -          |
| M. Russ       | 19         | 1          | 3           | 0          | 6                 | 0                 | 0                 | 0                 | 25       | 1      | 3           | 0          |
| C. Salcedo    | 20         | 0          | 5           | 0          | 4                 | 0                 | 2                 | 0                 | 24       | 0      | 7           | 0          |
| T. Tawatha    | 13         | 0          | 1           | 0          | 2                 | 0                 | 0                 | 0                 | 15       | 0      | 1           | 0          |
| J. Willems    | 23         | 0          | 4           | 0          | 6                 | 0                 | 2                 | 0                 | 29       | 0      | 6           | 0          |
| A. Barkok     | 9          | 0          | 1           | 0          | 1                 | 0                 | 0                 | 0                 | 10       | 0      | 1           | 0          |
| D. Blum       | 2          | 1          | 0           | 0          | 1                 | 1                 | 0                 | 0                 | 3        | 2      | 0           | 0          |
| K. Boateng    | 31         | 6          | 5           | 0          | 5                 | 0                 | 0                 | 0                 | 36       | 6      | 5           | 0          |
| M. Ćavar      | 1          | 0          | 0           | 0          | -                 | -                 | -                 | -                 | 1        | 0      | 0           | 0          |
| J. de Guzmán  | 16         | 0          | 2           | 0          | 3                 | 0                 | 0                 | 0                 | 19       | 0      | 2           | 0          |
| M. Fabián     | 7          | 1          | 0           | 0          | 2                 | 0                 | 0                 | 0                 | 9        | 1      | 0           | 0          |
| G. Fernandes  | 19         | 0          | 4           | 0          | 3                 | 0                 | 0                 | 1                 | 22       | 0      | 4           | 1          |
| M. Gaćinović  | 29         | 1          | 4           | 0          | 4                 | 3                 | 0                 | 0                 | 33       | 4      | 4           | 0          |
| M. Hasebe     | 24         | 0          | 3           | 1          | 5                 | 0                 | 2                 | 0                 | 29       | 0      | 5           | 1          |
| D. Kamada     | 3          | 0          | 0           | 0          | 1                 | 0                 | 0                 | 0                 | 4        | 0      | 0           | 0          |
| Mascarell     | 9          | 1          | 4           | 0          | 3                 | 1                 | 1                 | 0                 | 12       | 2      | 5           | 0          |
| M. Stendera   | 7          | 0          | 1           | 0          | 2                 | 0                 | 0                 | 0                 | 9        | 0      | 1           | 0          |
| R. Dadashov   | -          | -          | -           | -          | -                 | -                 | -                 | -                 | -        | -      | -           | -          |
| S. Haller     | 31         | 9          | 2           | 0          | 5                 | 4                 | 1                 | 0                 | 36       | 13     | 3           | 0          |
| B. Hrgota     | 6          | 0          | 1           | 0          | 2                 | 0                 | 0                 | 0                 | 8        | 0      | 1           | 0          |
| L. Jović      | 22         | 8          | 2           | 0          | 5                 | 1                 | 1                 | 0                 | 27       | 9      | 3           | 0          |
| N. Mbouhom    | -          | -          | -           | -          | -                 | -                 | -                 | -                 | -        | -      | -           | -          |
| A. Meier      | 1          | 1          | 0           | 0          | -                 | -                 | -                 | -                 | 1        | 1      | 0           | 0          |
| A. Rebić      | 25         | 6          | 8           | 0          | 3                 | 3                 | 1                 | 0                 | 28       | 9      | 9           | 0          |
| M. Wolf       | 28         | 5          | 4           | 0          | 6                 | 1                 | 0                 | 0                 | 34       | 6      | 4           | 0          |
| S. Medojević  | 1          | 0          | 0           | 0          | 1                 | 0                 | 0                 | 0                 | 2        | 0      | 0           | 0          |